# Pavao Tekavčić
Pavao Tekavčić (Zagabria, 23 agosto 1931 – Zagabria, 19 marzo 2007) è stato un linguista e italianista croato, specialista della linguistica romanza, noto, in particolare, per una fondamentale opera sulla grammatica storica della lingua italiana.

## Biografia
Pavao Tekavčić compì la sua formazione interamente a Zagabria, sua città natale, nel campo della linguistica romanza, con studi vertenti soprattutto sul latino, l'italiano e il francese. Si laureò discutendo una tesi sull'istroromanzo di Dignano/Vodnjan.
Tutta la sua successiva carriera accademica si svolse all'Università di Zagabria, dove fu assistente dal 1956 e professore dal 1965. Dal 1970 vi insegnò linguistica italiana. 
La sua carriera universitaria si interruppe nel 1980, con un precoce ritiro dall'insegnamento dovuto alle precarie condizioni di salute.
Libero da impegni di insegnamento, Tekavčić continuò comunque i suoi studi linguistici, i cui risultati si sono espressi in una nutrita serie di titoli scientifici.
È stato socio della Società filologica Croata, della Société de Linguistique de Paris e della Société de Linguistique Roumaine.
La sua preziosa biblioteca è stata donata, da sua moglie Zorica Živković Tekavčić, al Dipartimento di italianistica dell'Università di Zara (Croazia) il 14 novembre 2007.
Nel 2004, il Presidente della Repubblica italiana, Carlo Azeglio Ciampi, gli ha conferito il titolo onorifico di Commendatore dell'Ordine della Stella della Solidarietà Italiana.

## Opera
Pavao Tekavčić ha all'attivo circa 400 pubblicazioni scientifiche, l'ultima delle quali risale ai giorni immediatamente precedenti la sua morte.
Tra le sue opere principali vi è Uvod u vulgarni latinitet (s izborom tekstova), un manuale d'introduzione alla latinità volgare con scelta di testi, pubblicato a Zagabria nel 1970, e Uvod u lingvistiku za studente talijanskog jezika (Introduzione alla linguistica per gli studenti di lingua italiana), edito a Zagabria nel 1979.

### Grammatica storica dell'italiano
Il suo magnum opus, a cui è legata molta parte della sua fama, è la fondamentale Grammatica storica dell'italiano, uscita nel 1972, pubblicata in tre volumi: (I. Fonematica, II. Morfosintassi, III. Lessico).
Il naturale accostamento di questa opera rimanda alla Grammatica storica della lingua italiana e dei suoi dialetti di Gerhard Rohlfs, analoga monumentale trattazione, anch'essa tripartita. A differenza di Rohlfs, che adottava soprattutto un punto di vista geolinguistico, considerando l'evoluzione dell'italiano standard, ma anche delle forme dialettali di ogni regione d'Italia, Pavao Tekavčić adotta invece un'ottica strutturalista, con cui analizza i processi che portano ai mutamenti linguistici, soffermandosi sulle cause che trasformano la normale variazione linguistica, sempre presente in ogni lingua viva, in una modifica permanente della struttura dell'italiano.
Dell'opera fu data una seconda edizione aggiornata nel 1980, ridotta nei contenuti ma «nel contempo ammodernata». Questa edizione, però, si rivelò afflitta da numerosi refusi editoriali e di stampa, per errori non imputabili a Tekavčić, che costituirono sempre un cruccio per il suo autore. Tekavčić auspicò a lungo la pubblicazione di una errata corrige, da lui stesso preparata e presentata nel 2000. Il suo desiderio si è realizzato solo dopo la sua morte, con l'avvenuta pubblicazione degli errata corrige sulla Zeitschrift für romanische Philologie, nel marzo 2012, a cura di Roland Bauer dell'Università di Salisburgo.